# Acalypha spectabilis
Acalypha spectabilis é uma espécie de flor do gênero Acalypha, pertencente à família Euphorbiaceae.